# Sepicana hauseri
Sepicana hauseri là một loài bọ cánh cứng trong họ Cerambycidae.